# Amt Velen-Ramsdorf
Das Amt Velen-Ramsdorf war ein Amt im alten Kreis Borken in Nordrhein-Westfalen. Auf seinem Gebiet hatten zuvor die Ämter Velen und Ramsdorf bestanden. Im Rahmen der nordrhein-westfälischen Gebietsreform wurde das Amt zum 1. Januar 1975 aufgelöst.

## Vorgängerämter
Im Rahmen der Einführung der Landgemeindeordnung für die Provinz Westfalen wurde 1844 im alten Kreis Borken aus der Bürgermeisterei Velen das Amt Velen gebildet. Dem Amt gehörten die drei Gemeinden Velen-Dorf, Nordvelen und Waldvelen an. Gleichzeitig wurde im Kreis Borken auch das Amt Ramsdorf gebildet, das aus der Titularstadt Ramsdorf und der Gemeinde Kirchspiel Ramsdorf (auch Außengemeinde Ramsdorf genannt) bestand.
Die drei Gemeinden des Amtes Velen waren im weiteren Verlauf des 19. Jahrhunderts zeitweise zu einer Gemeinde Velen vereint.

## Geschichte
Am 1. April 1937 wurden die beiden Ämter Velen und Ramsdorf zum Amt Velen-Ramsdorf zusammengeschlossen. Das Amt Velen-Ramsdorf umfasste zunächst fünf Gemeinden:
- Kirchspiel Ramsdorf
- Nordvelen
- Ramsdorf (Titularstadt)
- Velen-Dorf
- Waldvelen

Am 1. April 1959 schlossen sich die Titularstadt Ramsdorf und die Gemeinde Kirchspiel Ramsdorf zur neuen Gemeinde Ramsdorf zusammen.
Durch das Gesetz über den Zusammenschluß der Gemeinden Velen-Dorf, Waldvelen und Nordvelen wurden am 1. Juli 1969 Velen-Dorf, Waldvelen und Nordvelen zu einer neuen Gemeinde Velen zusammengeschlossen.
Das Amt Velen-Ramsdorf wurde zum 1. Januar 1975 durch das Münster/Hamm-Gesetz aufgelöst. Die beiden Gemeinden Velen und Ramsdorf wurden mit einigen Flurstücken der Gemeinde Heiden zu einer neuen Gemeinde Velen zusammengeschlossen, die Bestandteil des neuen Kreises Borken wurde und Rechtsnachfolgerin des Amtes ist.

## Einwohnerentwicklung
| Jahr | Amt Velen          | Amt Ramsdorf | Quelle |
| ---- | ------------------ | ------------ | ------ |
| 1858 | 2605               | 2133         | [ 6 ]  |
| 1871 | 2208               | 2005         | [ 7 ]  |
| 1885 | 2127               | 1899         | [ 8 ]  |
| 1910 | 2272               | 2054         | [ 9 ]  |
|      | Amt Velen-Ramsdorf |              |        |
| 1939 | 5739               | 5739         | [ 10 ] |
| 1950 | 7767               | 7767         | [ 11 ] |
| 1974 | 8839               | 8839         | [ 11 ] |